# 白银经验
白银经验是中国甘肃省白银市白银有色金属公司开展四清运动的经验。和桃园经验、小站经验、北大社教同为四清运动典型样板，是四清运动中第一个被中共中央转发的夺权样板经验。

## 背景
白银有色金属公司（以下简称“白银公司”）是中华人民共和国成立后最早建设的大型铜硫联合企业，苏联援建的156项重点工程之一，地处甘肃省白银市。1954年兴建，1960年部分建成投产，拥有职工一万余人。白银公司党委受中共甘肃省委直接领导，白银公司是中华人民共和国冶金部直属企业。

## 经过
1963年3月，甘肃省委、冶金部联合工作组一行60多人进驻白银公司。联合工作组到白银公司后，开展了“五反”运动。在参加运动的1005名干部中，103人有贪污盗窃、投机倒把行为，有轻微“四不清”问题的占70%。1963年3月13日的省委常委会议，决定将李子奇（白银公司党委第一副书记）、常耀华、崔国权三个公司领导停职检查。工作组组织了新的公司领导班子。
1964年5月，甘肃省委常委会议认定，白银厂被篡夺了领导权，黄罗斌（白银公司首任党委书记，时任甘肃省副省长）是政治投机分子，开除黄罗斌、常耀华、崔国权党籍，李子奇留党察看。5月30日，工作组上报《关于夺回白银有色金属公司的领导权的报告》。甘肃省委和冶金部党组将报告上报中共中央。6月23日，中共中央转发报告，批语说：“白银有色金属公司事件，绝不是一种偶然的现象，它是社会阶级斗争的反映。”《关于夺回白银有色金属公司的领导权的报告》总结了白银公司“五反”运动的做法，即“白银经验”，主要是：一、在“五反”运动中，进行了两个革命斗争。二、组织阶级队伍，主要依靠老工人。三、纠正过去做法，把党的政策贯彻到群众中去。四、把阶级斗争和生产斗争紧密结合起来。
1964年12月8日，联合工作组组长高扬文向国家经委并中央作《关于白银有色金属公司阶级斗争带动生产斗争的报告》。12月19日，中共中央将此报告批转，批语说：“白银有色金属公司斗争的经验证明，要办好社会主义企业，首先必须抓好阶级斗争。”1965年5月25日，联合工作组向中共中央和国家经委作《白银厂四清运动结束报告》。1965年6月前后，联合工作组撤出白银公司。
中共十一届三中全会后，平反冤假错案全面展开。经过调查，中共中央组织部、中共甘肃省委、冶金部联合形成《关于黄罗斌问题的复查报告》上报中共中央。1979年2月3日，中共中央下发通知。2月22日，甘肃省委召开常委会议，平反黄罗斌、李子奇等涉案人员。

## 评论
- 高扬文：“（工作组）对白银厂的生产、建设的整顿是比较成功的。……1963年原计划指标是产铜5000吨，到年底达到12000吨，扭亏为盈，上升之快，出人意料。1964年生产了20000吨铜。过去把生产的上升简单看作是阶级斗争带动了生产斗争，那是一种形式主义的看法。如果不在生产上采取一系列的有力措施，不加强思想教育工作，过火的阶级斗争只能对生产有影响，而不会有促进。”
- 1979年4月12日《人民日报》：“在三年经济困难时期，这个公司在组织生产和干部特殊化等方面出现过一些缺点。一九六三年开展‘四清’运动时，‘四清’工作团违背实事求是的原则，抓住这些缺点无限上纲，把这个公司定为‘被地主资产阶级篡夺了领导权’的单位。……后来，这个事件被通报全国，从此，白银公司成了闻名全国的‘和平演变’的典型。这件错案影响到白银公司上上下下几百名干部、群众遭到打击和迫害。……平反这一错案，深得人心。”

## 扩展阅读
- 郭德宏、林小波专著《四清运动实录》
- 高扬文，《三十年的足迹——高扬文回忆录》，冶金工业出版社，1994年。（调查白银公司问题的工作组组长高扬文）
- 齐生、阎鸣、怡惸，《岁月——李子奇传》，甘肃人民出版社，2002年。（白银公司党委第一副书记李子奇）
- 于开国，《铜城风雨——白银四清大冤案》，中国文联出版社，2004年。（于开国1983年始任白银有色金属公司副经理）
- 徐剑铭、冷梦、李丽玮，《血沃高原——黄罗斌传记》，解放军文艺出版社，2006年。（黄罗斌是白银公司第一任党委书记，1958年调任甘肃省副省长。）
- 维基文库中的相關文獻：中共中央对甘肃省委、冶金工业部党组《关于夺回白银有色金属公司的领导权的报告》的批示